# سیارک ۲۳۴۶
سیارک ۲۳۴۶ (به انگلیسی: 2346 Lilio، نامگذاری:1934CB) دو هزار و سیصد و چهل و ششمین سیارک کشف شده‌است که در ۵ فوریه ۱۹۳۴ و در هایدلبرگ کشف شد.
قدر مطلق سیارک برابر ۱۱٫۹۰ است.